# Епендимом
Рак епендимома је риједак тумор који се јавља у мозгу и кичменој мождини.
Епендимоми се могу развити у свим старосним групама, али су чешћи код дјеце. Тачан узрок ових тумора је непознат.
Епендимом је глиални тумор ћелија који повезују кичмену мождину и коморе.
То је ријетки рак. Такође је неуобичајено да се рак шири.
Рак епендимома је чешћи код дјеце од одраслих.
Оцјењивање тумора је у 3 степена озбиљности.
Третман укључује хируршко уклањање тумора праћеног радиотерапијом ради уклањања свих преосталих ћелија рака.
Епендимоми су физички мекани, имају сиву или црвену боју и могу садржати минералне калцификације или цисте унутар њих. Тумор може да се деси било гдје гдје су епендималне ћелије присутне у централном нервном систему.
Рак епендимома је ријеткост. Појављује се код дјеце и одраслих, а код мушкараца и жена релативно једнако. Међутим, епендимоми су чешћи код дјеце него код одраслих.

## Врсте
Постоји неколико различитих типова епендимома карцинома, који се такође класификују по разредима. Три разреда који се користе код карцинома епендимома одређују се колико блиско ћелије рака подсјећају на нормалне ћелије. Што је нижи ниво, то штоћелије карцинома подсјећају на нормалне ћелије. Различити типови епендимома се појављују на различитим локацијама унутар кичмене колоне или мозга.
Тумори у И нивоу - Они укључују субепендимоме и мексопапиларне епендимоме, а обично споро расту. Миксопапиларни епендимоми се појављују на доњем крају кичменог стуба. Субепендимоми се појављују близу коморе у мозгу. Ове коморе су укључене у стварање цереброспиналне течности.
Ткиво II степена - Ово су најчешћи епендимоми. Многи подтипови епендимома постоје у овом одјељењу, укључујући ћелијски, папиларни, танцитски, РЕЛА фузиони-позитивни и јасни епендимоми ћелија. Они се могу појавити било гдје дуж вентрикуларног система у којем се производи цереброспинална течност.
Граде III тумори - Они су познати као анапластични епендимоми. Анапластични епендимоми се обично налазе у лобањи и мозгу. Ријетко се налазе у кичменом мозгу.
Туморне ћелије понекад се могу проширити кроз цереброспиналну течност. Уколико дође до тога, тумори се могу појавити у више подручја мозга и кичме. Међутим, необично је да се ова врста рака шири на друге дијелове тијела.

## Дјеца
Епендимом је чешћи код дјеце од одраслих.
Епендимоми се развијају у свим старосним групама, али су чешћи код дјеце од одраслих.
Епендимоми се могу разликовати у зависности од старосне доби појединца. Код дјеце, тумор се најчешће налази у мозгу. Код одраслих, овакав тип рака је вјероватније видљив дуж кичме.
Дјеца са епендимомом могу бити иритабилна и имају потешкоћа да спавају, а глава дјетета може расти нерегуларно.
Дјеца се такође могу развијати спорије него што се очекивало, физички или ментално.
Старост такође може утицати на методе лијечења. Млађа дјеца можда неће моћи да пролазе кроз одређене облике лијечења карцинома.

## Симптоми
Симптоми епендимома могу се разликовати од случаја до случаја. Многи људи доживљавају запажене симптоме заједно са тумором, али неки показују мало или нимало симптома који се могу идентификовати.
Симптоми епендимома могу укључивати:
- Бол у врату
- главобоље
- промјене вида, као што су замућени вид или губитак вида
- кретање очију
- мучнина и повраћање
- тешкоћа са балансом или ходањем
- напади и конвулзије
- трепетање, утрнулост или слабост у удовима

Перзистентне симптоме треба пријавити љекару што је прије могуће за преглед и дијагнозу.

## Дијагноза
Љекари ће користити многе тестове како би пронашли и дијагнозирали епендимом. У зависности од ситуације, љекари ће такође водити тестове како би се утврдило да ли се тумори ширили или метастазирали у друге дијелове тијела.
Тестови које љекари препоручују ће се разликовати у зависности од врсте сумњивог тумора, здравља особе и симптома који показују.
За већину типова тумора потребна је биопсија. Ово укључује уклањање малог узорка ткива из подручја тумора ради тестирања. Ако је биопсија немогућа или превише опасна за извођење, лекари ће често предложити друге тестове да помогну у дијагностици.
Као дио дијагностичког процеса, користиће се неки облик сликања. Ови тестови омогућавају љекарима да прегледају и снимају унутрашњост тијела како би прегледали и мјерили тумор. Ово се обично врши ЦТ скенером или МР.
ЦТ скенирање пружа потпунију слику унутрашњости тијела, стварајући серију рентгенских слика узетих из различитих углова. МРИ ствара сличну слику, користећи магнетна поља уместо рендгенских зрака. Понекад се посебна боја или други контрастни медиј убризгава у појединца како би добили јаснију слику.
Лумбална пункција, или кичмена потка, такође може бити потребна у случајевима епендимома. Доктор ће убацити иглу да узме мали узорак церебралне спиналне течности из доњег леђа како би га прегледао за туморске ћелије.
Многи случајеви епендимома ће захтјевати неуролошки преглед. Доктори ће поставити низ питања и спроводити тестове дизајниране да провјере мозак и нервну функцију особе.
Дијагностиковање епендимома може потрајати, али сваки корак је важан. Детаљна дијагноза помаже љекарима да пронађу најбољи начин лијечења ове врсте рака.